# Ulls que vigilen
 Ulls que vigilen (original: Eye of the Beholder) és una pel·lícula de 1999, basada en una novel·la homònima de Marc Behm. Va ser protagonitzada per Ewan McGregor i Ashley Judd, i va ser escrita i dirigida per Stephan Elliott. És un remake de la pel·lícula de 1983 Mortelle randonnée, de Claude Miller i protagonitzada per Isabelle Adjani. Ha estat doblada al català.

## Argument
L'Ull, un dels agents secrets més eficaços de la Gran Bretanya, és també un gran solitari, que rumia sobre els seus fracassos passats. Quan una de les seves missions el porta sobre el rastre de Joanna, una jove tan maca com estranya, queda immediatament fascinat. L'Ull no la deixa sola, convertint-se en l'espectador silenciós dels seus crims.

## Repartiment
- Ewan McGregor: The Eye
- Ashley Judd: Joanna Eris
- Patrick Bergin: Alexander Leonard
- Geneviève Bujold: Dr. Jeanne Brault
- Jason Priestly: Gary
- K.D. lang: Hilary
- David Nerman: Mickey Argyle
- Jeanine Thierault: Nathy
- Don Jordan: Toohey

## Rebuda
"Pobre thriller que, malgrat els esforços de la seva parella protagonista, es mostra esterotipat i sense massa espurna. "